# BadBadNotGood
BADBADNOTGOOD (сокращается как BBNG) — канадская музыкальная группа из Торонто, Онтарио. Группа состоит из Мэтью Тэвэреса (клавишные), Честера Хэнсена (бас-гитара), Леланда Уитти (саксофон) и Александра Совински (ударные). В музыкальном плане коллектив сочетает звучание джаза с различными элементами электронной музыки. BADBADNOTGOOD известны кавер-версиями и коллаборациями с Kendrick Lamar, Tyler The Creator, Earl Sweatshirt, Danny Brown, и Ghostface Killah.

## История

### 2010–2012: Начало и микстейпы
Мэтью Тэвэреса, Александр Совински и Честер Хансен познакомились в 2010 году в рамках джазовой программы Humber College в Торонто. Трио объединилось в общей любови к хип-хопу, а именно к MF Doom и Odd Future. В этом составе Тэвэреса играл на синтезаторе Prophet '08 и электронном фортепиано. К нему присоединились Хансен — басист, использующий как акустические, так и электронные инструменты, а также барабанщик Совински. Совински часто носил маску свиньи во время выступлений в первые годы существования группы, отчасти вдохновившись MF Doom. Название группы произошло от названия комедийного телепроекта, над которым работал Тэвэреса, от которого, в конечном итоге, отказались.
Одним из первых совместных проектов BadBadNotGood стала кавер-версия трека «Lemonade» Гуччи Мейна. Для группы своих преподавателей по джазовому исполнению они сыграли композицию, основанную на музыке Odd Future. Преподаватели не сочли ее музыкально ценной. После того, как группа выпустила композицию на YouTube под названием The Odd Future Sessions Part 1, она привлекла внимание рэпера Tyler, The Creator, который оценил музыку иначе и помог видео стать вирусным. BadBadNotGood загрузили свой первый EP BBNG на Bandcamp в июне 2011 года, который включал в себя каверы на песни A Tribe Called Quest, Waka Flocka Flame и несколько треков Odd Future.
В сентябре 2011 года они выпустили свой дебютный альбом BBNG, записанный в течение трехчасовой студийной сессии. Данте Алигьери из Sputnikmusic назвал альбом «долгожданным переосмыслением современного джаза без претензий на сопливые винные вечеринки и хипстерских динозавров с толстыми оправами». В сентябре того же года трио провело свой первый совместный концерт в The Red Light (Торонто). Там они познакомились с хип-хоп продюсером Фрэнком Дюксом, который стал их близким соавтором. За альбомом последовали две концертные записи, BBNGLIVE 1 и BBNGLIVE 2 , которые были выпущены в ноябре 2011 и феврале 2012 года, соответственно.
BadBadNotGood записали джем-сейшн с Tyler, The Creator, в подвале у барабанщика группы Совински в октябре 2011 года. Видео этой сессии набрало более миллиона просмотров на YouTube. В следующем году они также связались с другими участниками Odd Future, а именно с Эрлом Свэтшотом и Фрэнком Оушеном, а также их современниками Джои Бэдасс и Дэнни Брауном, среди прочих. Трио открывало фестиваль Nujazz вместе с Роем Эйерсом в январе 2012 года. На февральском трибьюте J Dilla в Торонто их исполнение композиций «Lemonade» и «Hard in da Paint» спровоцировали сотни мошей.
BadBadNotGood выпустили свой второй альбом BBNG2 в апреле 2012 года. Он был записан во время десятичасовой студийной сессии. В нем участвуют Лиланд Уитти на саксофоне и Луан Фунг на электрогитаре. В примечаниях к альбому указано, что «никто старше 21 года не участвовал в создании этого альбома». В альбоме есть оригинальные композиции, а также каверы на песни Канье Уэста, My Bloody Valentine, Джеймса Блейка, Эрла Свэтшота и Feist.
Трио выступало в резиденции фестиваля музыки и искусства Коачелла в 2012 году и оба выходных играли с Фрэнком Оушеном из Odd Future.

### 2013–2015:IIIиSour Soul
До выхода альбома III первый сингл «Hedron» стал доступен 20 июня 2013 года, когда был включен в сборник Late Night Tales: Bonobo. BadBadNotGood помогали в создании и написании музыки для саундтрека к фильму Железный кулак. 14 января 2014 года был выпущен второй сингл с альбома III под названием «CS60». Третий сингл «Can't Leave The Night» был выпущен 11 марта 2014 года, вместе с треком «Sustain». Позже «Can't Leave The Night» будет включен в первый эпизод третьего сезона сериала Лучше звоните Солу. В марте 2014 года BBNG во второй раз приняли участие в фестивале SXSW и отыграли серию шоу, в том числе с Tyler, the Creator.
Альбом III был выпущен 6 мая 2014 года на компакт-дисках, виниле и в цифровом формате и стал первым альбомом группы с полностью оригинальной музыкой. После выпуска пластинки BBNG гастролировали до конца года, сначала в Европе, затем в Канаде и на Восточном побережье США, завершив тур в декабре концертом в родном городе Торонто.
Четвертый альбом Sour Soul был выпущен Lex Records 24 февраля 2015 года в сотрудничестве с репером Ghostface Killah. В отличие от их более ранних работ, это тяжелый хип-хоп альбом с легкими джазовыми акцентами. Группа гастролировала с апреля по октябрь 2015 года, по пути несколько раз выступая с Ghostface. Лиланд Уитти в то время неофициально присоединился к группе. BBNG нуждались в четвертом музыканте, чтобы играть треки из Sour Soul в туре, после чего Лиланд продолжил работать с группой в студии.
В декабре 2015 года группа разместила каверы на некоторые праздничные классические произведения на свой YouTube-канал, в том числе исполнение композиции «Christmas Time Is Here» в сотрудничестве с Choir! Choir! Choir! В это же время группа продолжала писать треки с Фрэнком Дьюксом, а также начала активно сотрудничать с продюсером Kaytranada, с которым они написали десятки композиций. Кроме того, они спродюсировали трек «Hoarse» на студийном дебюте участника Odd Future Эрла Свэтшота под названием Doris, а также «GUV'NOR» — ремикс на трек JJ Doom из альбома Key to the Kuffs (Butter Edition).

### 2016–2019:IVи продюсирование
Саксофонист Лиланд Уитти, приглашённый участник, присоединился к группе 1 января 2016 года. В апреле BBNG приняли участие в музыкальном фестивале Коачелла, впервые выступив там официально.
Их пятый студийный альбом под названием IV был выпущен на Innovative Leisure 8 июля 2016 года. В его записи приняли участие несколько приглашенных гостей, в том числе фронтмен Future Islands Сэмюэл Т. Херринг, саксофонист Колин Стетсон, Kaytranada, хип-хоп исполнитель Мик Дженкинс, а также певица и автор песен Шарлотта Дэй Уильсон. В декабре 2016 года альбом был признан альбомом года на BBC Radio 6 Music. Следующие два года группа выпускает серию неизданных треков с сессии записи IV в виде синглов, а именно совместные композиции с Колином Стетсоном, Сэмом Херрингом и Little Dragon.
В поддержку альбома IV группа много гастролировала в течение двух лет. Это были фестивали и выступления в клубах США летом 2016 года, а в конце года состоялись европейские и австралийские туры. Осенью 2016 года джазовый пианист Джеймс Хилл впервые присоединился к группе на сцене в качестве гастролирующего участника. Хилл, который знал Тавареса еще со времени их совместной работы в Хамбер-колледже, заменил Тавареса, который отказался от гастролей, чтобы сосредоточиться на продюсировании музыки, а также на развитии своего сольного проекта Matty. Группа продолжала гастролировать в течение 2017 и 2018 годов, отыграв еще много концертов в Северной Америке, Европе и Австралии. В середине 2018 года они гастролировали по Канаде. За эту работу группа была награждена премией Libera за лучшее выступление, учрежденная Американской ассоциации независимой музыки; также номинантами в этой категории стали Run the Jewels и King Gizzard & The Lizard Wizard. Помимо нескольких разовых концертов и короткого осеннего тура по Южной Америке и Азии, в течение 2019 года группа взяла перерыв в гастролях.
В 2018 году группа выступила на открытии, а также в качестве инструментального фона, на показе коллекции Louis Vuitton весна/лето 2019, проходившего в садах Пале-Рояль. Выступление начиналось кавером на песню Канье Уэста «Ghost Town» из его альбома Ye 2018 года. Также коллектив с исполнял множество оригинальных работ и каверов на протяжении всего шоу. Группа работала с Бенджи Би и Вирджилом Абло, которые часто сотрудничали с Канье для усовершенствования творческого направление музыки в шоу.
Во время и после создания альбома IV участники BBNG нашли время, чтобы вместе разрабатывать другие музыкальные проекты и привлекать других артистов в свою студию в Торонто для продюсирования и записи. Среди них были такие артисты, как Кали Учис и Мик Дженкинс, а также другие исполнители из Торонто, такие как Шарлотта Дэй Уилсон, Джаунт и Джона Яно. За это время они также написали две заметные композиции для альбомов, выпущенных Кендриком Ламаром; инструментал к треку «Lust» из DAMN. (2017) и «The Ways» из Black Panther The Album (2018). Оба альбома были номинированы на премию Грэмми в категории «Альбом года».
В октябре 2019 года Мэтью Таварес объявил о своем уходе из группы. Он продолжает сотрудничать с группой как автор композиций.

### 2020–настоящее время: новые коллаборации иTalk Memory
В феврале 2020 года в интервью Совински и Уитти относительно их совместного саундтрека к инди-триллеру Исчезновение в Клифтон-Хилл отметили, что BBNG в настоящее время работают над новым альбомом, который ориентировочно должен выйти в конце 2020 года. До переносов и отмены концертов в 2020 году, группа планировала возобновить гастроли в апреле, начиная с Коачелла. В апреле 2020 года BBNG выпустили сингл «Goodbye Blue», совместно с треком «Glide (Goodbye Blue Pt. 2)», их первым оригинальным релизом почти за два года. 
Для продвижения трека «The Chocolate Conquistadors» с MF Doom, который звучал в Grand Theft Auto Online, 12 декабря 2020 года группа взяла интервью у Жиля Петерсона на Worldwide FM, во время которого Совински сказал: «У нас обязательно будет новый альбом [в 2021 году], и это будет первая запись примерно за пять лет…». В июле 2021 года в Твиттере они снова заявили, что несколько альбомов находятся в разработке. 
В июне 2021 года их трек «Time Moves Slow» с участием Сэмюэля Т. Херринга вновь привлек к себе внимание, так как был сэмплировал в композиции «Running Away» музыканта VANO 3000 из его видео-челленджа Adult Swim в TikTok. Вместе с группой VANO 3000 официально выпустили сингл 21 июня 2021 года на лейбле Innovative Leisure; на момент выпуска, видео с тегом "#adultswim" было просмотрено около 3,4 миллиарда раз.
В июле 2021 года группа анонсировала свой грядущий инструментальный альбом Talk Memory в социальных сетях. Этот альбом отмечает пятилетнюю годовщину их последнего релиза IV. Чтобы поддержать альбом перед его выпуском, группа анонсировала ограниченную серию журналов Memory Catalog, распространяемую через независимые музыкальные магазины, и опубликовала на своем веб-сайте ноты заглавного сингла «Signal from the Noise». 15 июля 2021 года они выпустили девятиминутный сингл «Signal from the Noise», сопродюсером которого выступил Floating Points. 8 сентября 2021 года группа выпустила «Beside April» в качестве сингла для второго альбома и объявила даты турне по трем направлениям: Канада в декабре 2021 года, США в марте 2022 года и Европа осенью 2022 года.

## Состав
- Мэтью Тэвэрес — клавишные (2010-настоящее время)
- Александр Совински — ударные, семплирование (2010-настоящее время)
- Честер Хенсен — бас-гитара, контрабас (2010-настоящее время)
- Леланд Уитти — саксофон, альт, скрипка, гитара (2016-настоящее время)

Туровые участники
- Джеймс Хилл — клавишные (2016-настоящее время)

## Дискография

### Студийный альбом
- BBNG (2011)
- BBNG2 (2012)
- III (2014)
- Sour Soul (совместно с Ghostface Killah) (2015)
- IV (2016)
- Talk Memory (2021)
- Mid Spiral (2024)

### Концертные альбомы
- BBNGLIVE 1 (2011)
- BBNGLIVE 2 (2012)

### Синглы
- «BBNGSINGLE» (2011)[53]
- «Flashing Lights / UWM» (2013)
- «Hedron» (2013)
- «CS60» (2014)
- «Can’t Leave The Night / Sustain» (2014)
- «Six Degrees» (совместно с Ghostface Killah, при участии Danny Brown) b/w «Tone’s Rap» (2014)[54]
- «Velvet / Boogie No. 69» (2015)
- «Here & Now / Timewave Zero» (2016)

### Ремиксы
- Lavender feat. Kaytranada & Snoop Dogg [Nightfall Remix] (2017)

## Спродюсированные композиции

### 2012
JJ Doom — Key to the Kuffs
- 19. «Guv’nor (BadBadNotGood Version)»

Various — The Man with the Iron Fists
- 05. «Get Your Way (Sex Is a Weapon)» (Idle Warship)
- 06. «Rivers of Blood» (Wu-Tang Clan и Kool G Rap)

### 2013
Earl Sweatshirt — Doris
- 14. «Hoarse»

Danny Brown — Old
- 19. «Float On» (при участии Charli XCX)

### 2015
Kali Uchis — Por Vida
- 06. «Rush»

### 2016
Kaytranada — 99.9%
- 06. «Weight Off» (при участии BadBadNotGood)

Mick Jenkins — The Healing Component
- 06. «Drowning» (при участии BadBadNotGood)

Hodgy — Fireplace: TheNotTheOtherSide
- 10. «Tape Beat» (при участии Lil Wayne)

### 2017
Freddie Gibbs — You Only Live 2wice
- 02. «Alexys»

Kendrick Lamar — DAMN.
- 09. «Lust» (produced with DJ Dahi and Sounwave)